# Spatholobus macropterus
Spatholobus macropterus är en ärtväxtart som beskrevs av Friedrich Anton Wilhelm Miquel. Spatholobus macropterus ingår i släktet Spatholobus och familjen ärtväxter. Inga underarter finns listade i Catalogue of Life.